# Адміністративний поділ Бермудських Островів

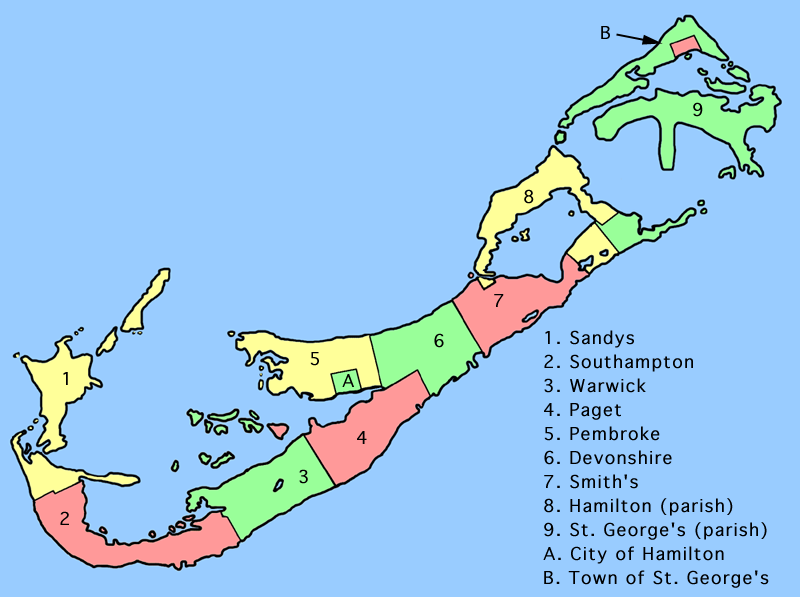

Бермудські Острови розділені на 9 округів  та 2 муніципалітети.
| №             | Адміністративні одиниці | Площа км² | Населення, 2010, чол. | Густота, чол./км² |
| ------------- | ----------------------- | --------- | --------------------- | ----------------- |
| Округ         |                         |           |                       |                   |
| 1             | Сендіс                  | 6,7       | 7 655                 | 1142,54           |
| 2             | Саутгемптон             | 5,8       | 6 633                 | 1143,62           |
| 3             | Ворік                   | 5,7       | 8 615                 | 1511,4            |
| 4             | Пейджет                 | 5,3       | 5 702                 | 1075,85           |
| 5             | Пембрук                 | 4,7       | 10 610                | 2257,45           |
| 6             | Девоншир                | 4,9       | 7 332                 | 1496,33           |
| 7             | Сміт                    | 4,9       | 5 406                 | 1103,27           |
| 8             | Гамільтон               | 5,1       | 4 852                 | 951,37            |
| 9             | Сент-Джордж             | 7,9       | 4 679                 | 592,28            |
| Муніципалітет |                         |           |                       |                   |
| А             | Гамільтон               | 0,7       | 1 010                 | 1442,86           |
| В             | Сент-Джордж             | 1,4       | 1 743                 | 1245,86           |
| Поселення     |                         |           |                       |                   |
|               | Флеттс, Сомерсет        | 0,15      | 1 412                 | 9413,33           |
|               | Усього                  | 53,25     | 65 649                | 1232,85           |

Шаблон:Адміністративний поділ Бермудських Островів
| Бермудські Острови | Це незавершена стаття з географії Бермудських Островів. Ви можете допомогти проєкту, виправивши або дописавши її. |